# Gouvernement en exil de José Giral
Seconde République espagnole
Negrin II Llopis I
Le gouvernement en exil de José Giral (en espagnol gobierno en el exilio de José Giral)– également connu sous le nom de gouvernement de l’espoir (en espagnol gobierno de la esperanza)– est un exécutif créé le 21 août 1945 par les instances de la Seconde République espagnole en exil et dirigé par José Giral, ancien président du conseil pendant les premiers mois de la guerre civile. Il s’agit d’une tentative d’offrir un front uni des exilés espagnols devant les Nations Unies (ONU) et la communauté internationale, dans le but de parvenir à l’isolement du régime du général Franco et d’obtenir la reconnaissance internationale comme le seul gouvernement légitime de l’Espagne et in fine rétablir la République.
Pourtant, dès le début, il bute face à l’hostilité des partisans de Juan Negrín (Negrinista) et des partisans de Indalecio Prieto, (bien que pour des raisons différentes). Il rencontra également la méfiance de l’Alliance nationale des forces démocratiques (ANFD) qui rassemble une grande partie de l’opposition clandestine à l’intérieur de l’Espagne. Bien qu’il obtienne la reconnaissance de plusieurs États et l’approbation par l’Assemblée générale des Nations Unies de la résolution 39 (1) condamnant le régime franquiste, il ne rassemble pas un large soutien de la communauté internationale ni l’approbation du Conseil de sécurité de l’ONU, ni n'obtient une résolution adoptant des mesures contre Franco. Sous pression du Parti socialiste ouvrier espagnol (PSOE), ce gouvernement démissionne en janvier 1947.

## Contexte

### Le Franquisme, dernier avatar de l'Axe
À la fin de la Seconde Guerre mondiale, la dictature dirigée par le général Franco est en place depuis 7 ans en Espagne. Cependant, avec la victoire des forces alliés sur l'Allemagne nazie, ce régime clairement identifié comme fasciste, se retrouve complètement isolé et subit l'oukase des grandes puissances. Sa collaboration avec les puissances de l’Axe pendant la guerre étant évidente . Le  régime est considéré comme indésirable. En conséquence, l’Espagne est exclue de l’Organisation des Nations Unies (ONU) à sa création et son économie-très pauvre- ne pourra pas bénéficier des crédits et de l’aide international. Face à cette ostracisme, le régime adopte une position victimaire, du fait de son système politique et sa lutte contre le communisme. Bien que les puissances occidentales ne semblent pas disposées à entreprendre une action militaire contre l’Espagne, l’opposition reprend l'initiative politique face à la nouvelle situation internationale  .
Au moment du débarquement allié et profitant de la nouvelle dynamique de la guerre en Europe, les premières unités de guérilla du Parti communiste d’Espagne (PCE) commencent à s’infiltrer depuis la France. La Confédération nationale du travail (CNT) anarcho-syndicaliste, créé ses propres unités. D’autre part, l’opposition monarchiste se réactive, porter par le Manifeste de Lausanne (es) lancé par Juan de Borbón, fils de feu d’Alphonse XIII. Mais ce renouveau de l’opposition se heurte à une nouvelle répression.

### Le conflit interne des républicains
La fin de la guerre civile n’a pas seulement signifié la défaite militaire totale des secteurs qui s’étaient opposés à l’armée rebelle dirigée par le général Franco, mais aussi la division et la confrontation complète entre les différentes institutions républicaines, entraînant ainsi la confusion et une grave crise de légitimité. Le 1er février 1939, la dernière session des Cortes se tint à Figueras, où le socialiste Negrín fut investi comme président du conseil. La chute de la Catalogne quelques jours plus tard oblige les plus hautes autorités républicaines à se réfugier en France. Negrín demanda à Manuel Azaña, alors président de la République, de rentrer en Espagne pour mener la résistance. Cependant, Azaña refusa et démissionna de son poste, affirmant que la guerre était irrémédiablement perdue et que la résistance coûte que coûte prônée par Negrín ne signifierait que la perte de plus de vies. Le 3 mars, la députation permanente des Cortès, réunie au restaurant Lapérouse à Paris, en pris note ,.
Selon la constitution, le président des Cortes, Diego Martínez Barrio, est pressentie pour assurer l’intérim présidentielle. Cependant, ce dernier décida de ne pas assumer le poste non seulement parce que la démission du président de la République devait être officiellement présentée aux Cortès, mais aussi parce que la situation politique dans la région encore contrôlée par le camp républicain était de plus en plus confuse. Le 4 mars, un soulèvement éclata à Carthagène contre Negrín. Le lendemain, le coup d’État de Casado (es) débuta. Le 31 mars, lors d’une nouvelle réunion de la députation permanente qui se tient à Paris, l’affrontement entre les deux dirigeants se concrétise. Negrín expliqua ses activités depuis son départ de la Catalogne et déclara qu’il se considérait toujours comme le chef du gouvernement malgré la démission du président qui l’avait nommé, au motif que son mandat avait été ratifié par les Cortes, et accusa Martínez Barrio d’avoir soutenu les « traîtres » qui avaient suivi le colonel Casado. Il y a eu une confrontation tendue entre Martínez Barrio, Luis Araquistáin et Dolores Ibárruri. Le Conseil provisoire considéra que le gouvernement n’existait plus. La réunion s’est terminée par l’approbation, tendue, d’un texte convenu selon lequel le conseil provisoire s’estimait pleinement légitime et affirmait que la démission du gouvernement ne pouvait pas avoir d’effet parce que les institutions devant lesquelles elle devait être présentée n’existaient pas ,. Cependant, lors d’une nouvelle réunion de la députation tenue le 27 juin 1939 à Paris, Negrín est expressément prié de démissionner de son poste de chef du gouvernement.

### Délitement politique
Les affrontements entre « négrinistas » et « anti-négrinistas » se poursuivent avec la formation du Service d'évacuation des réfugiés Espagnols (es) (SERE) et de la Comité d'aide des républicains espagnols (es) (JARE) pour gérer les ressources économiques républicaines. Au cours des premières années de la Seconde Guerre mondiale, les exilés espagnols sont plus préoccupés par leur propre survie que par leur opposition à Franco. Les tentatives de regroupement restent vaines. En octobre 1940, les partis républicains de gauche créent l’Action républicaine espagnole (es) (ARE) qui les englobait, mais qui n’a pas réussi à les fusionner car ils ont décidé de se réorganiser individuellement. En 1941, le Parti communiste d’Espagne (PCE) lance l’Union nationale espagnole (UNE) qui, bien que officiellement composée d’autres forces politiques, était fermement contrôlée par le PCE. Negrín, pour sa part, promu l’Union démocratique espagnole (UDE) à partir de 1942. Le 20 novembre 1943, une plus large Junte de libération espagnole (JEL) est constituée, comprenant des républicains, des nationalistes catalans et des socialistes. Ce nouvel organe avait pour but d’affronter à la fois le PCE, l’UNE et la nouvelle opposition monarchiste qui émergeait en Espagne et qui se présente comme une alternative à la |dictature et la seconde république. Malgré l’absence d’autres forces politiques, la JEL obtient un soutien notable des exilés, mais ne réussit pas à s’implanter en Espagne. Bien qu’elle veut offrir un front uni, la junte n’a pas cherché à s’arroger l’exclusivité de la légitimité, comme le prétendent certains secteurs. C’est pourquoi elle a été préférée par Indalecio Prieto et quelques autres. Enfin, en 1944, l’Alliance nationale des forces démocratiques (ANFD) est créée à l’intérieur du pays, qui comprend également la CNT. Le PCE est invité à y participer mais refusa, ce qui donne à la nouvelle organisation clandestine un caractère clairement pro-allié.

### À la recherche de l’unité

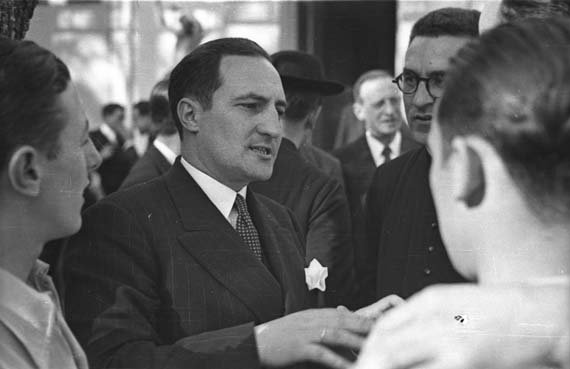
Le Lendakari Aguirre en France (avril 1939).

L’imminence de la victoire des Alliés fait espérer aux différents secteurs républicains de l’opportunité que la dictature franquiste puisse être balayée en même temps que les puissances de l’Axe. La libération de la France, l’amélioration des communications entre l’Amérique et l’Europe et l’augmentation des attentes de la chute du régime provoque un regain d’activité à l’opposition à Franco ; non seulement les républicains, mais aussi les monarchistes et même les traditionalistes. Toutefois, d’importantes divergences subsistent en ce qui concerne les objectifs à poursuivre et les moyens à utiliser. Le président du Gouvernement basque en exil, José Antonio Aguirre, proposa que les républicains participent à la  conférence de San Francisco sous une seule représentation. Il proposa d’inclure Martínez Barrio comme président de la République et Negrín comme chef du gouvernement. Le président mexicain Manuel Ávila Camacho apporte tout son soutien aux Cortes républicaines pour qu’elles se réunissent à Mexico le 10 janvier 1945. Le Club France, lieux choisi pour l’événement, obtient pour l’occasion le statut de l’extraterritorialité.
72 députés assistent à la réunion, et 49 autres se joignent à la réunion en exprimant leur vote par écrit, comme stipulé dans l’ordre du jour. Sachant que le PSOE était plus favorable au maintien de la JEL qu’au rétablissement des institutions et qu’il était opposé au vote par écrit, Martínez Barrio a limité la séance à un simple rappel des absents et a suspendu la réunion jusqu’au 19. Cependant, les socialistes firent remarquer que le quorum était insuffisant pour considérer la réunion comme valide, de sorte que la première tentative fut un échec.
Au début de l’année également, Negrín réapparut. Bien qu’il continue à défendre la légitimité de son gouvernement, il se dit prêt à démissionner de ses fonctions lors d’une réunion des Cortes au cours de laquelle Martínez Barrio prendrait ses fonctions de président de la République. Seul le PCE soutien sa position.
Ainsi, ce sont des exilés espagnols désunis qui assistèrent à la conférence de San Francisco : une représentation de la JEL, une autre du gouvernement de Negrín et une représentation du gouvernement basque étaient présents. Tous soutenaient que la guerre d’Espagne n’avait été qu’un prologue à la seconde guerre mondiale et que la fin heureuse de celle-ci mettrait également fin à la première. Bien qu’ils aient bénéficié du fort soutien de la part de certaines délégations, comme celle du Mexique, l’opposition du Royaume-Uni à condamner le régime franquiste fut remarquée. Finalement, le 19 juin 1945, grâce à l’aide des États-Unis et de la France, l’assemblée, sur proposition du Mexique, adopta une résolution condamnant les régimes qui avaient été imposés avec l’aide de nations fascistes, précisant expressément que cela incluait l’Espagne de Franco. En pratique, cela signifiait mettre son veto à l’entrée de l’Espagne dans toutes les organisations internationales qui allaient gérer la paix imminente. La conférence de Potsdam qui suivi démontra une fois de plus clairement que Franco était identifié à l’Axe et que l’Espagne était en dehors de l’ONU.
Le PCE liquide l’UNE en juin 1945. D’autre part, Negrín fait part à ses proches, qu’il avait l’intention de démissionner. Le 1er août, il prononce un discours au Palais des Beaux-Arts de Mexico dans lequel il justifia ses actions passées, souligna les dégâts de la division constater à San Francisco, soutint que c’était une erreur de changer de gouvernement en exil, demanda la concorde et exprima sa volonté de démissionner. Le 8 août, les Negrinistas et d’autres secteurs, avec les réticences des partisans de Prieto, demandent à Martínez Barrio de convoquer une nouvelle session des Cortes. Le 16 août, la JEL se déclara en faveur d’une nouvelle convocation des Cortes pour former un gouvernement d’unité. Martínez Barrio convoque donc les parlementaires survivants, mais à l’exclusion des députés de droite qui avaient soutenu le camp Nationaliste pendant la guerre. Le lendemain, la nouvelle réunion des Cortes eu lieu au Palais du Gouvernement de Mexico.

## Formation du gouvernement

### Consultations

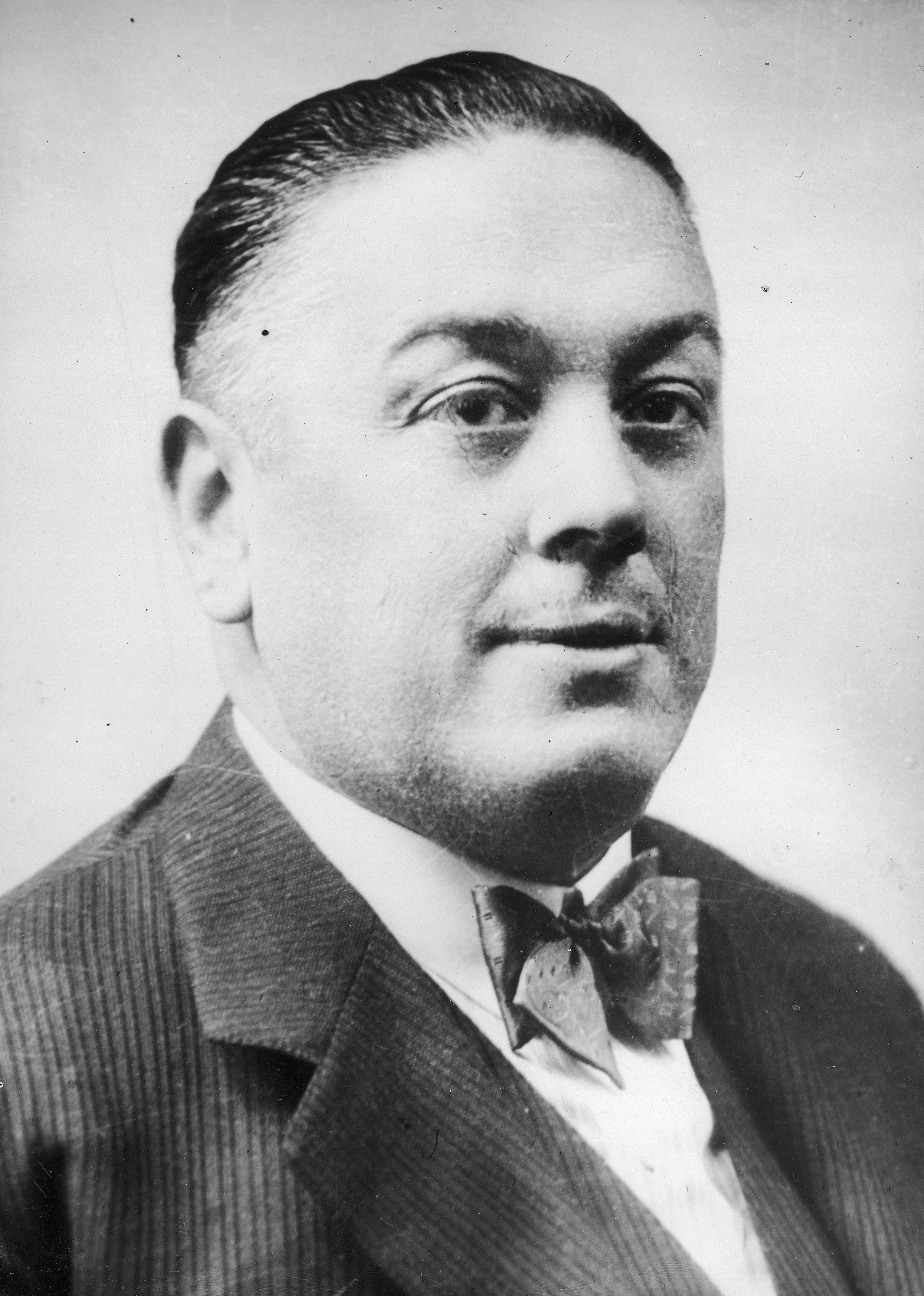
Diego Martínez Barrio dans les années 1930.

La cérémonie se déroule comme prévu. Martínez Barrio prit finalement possession de la présidence de la République et Negrín lui présenta une lettre de démission. Immédiatement après, Martínez Barrio ouvre une série de consultations. Negrín se présente à nouveau, arguant qu’un gouvernement très large devait être formé de « tous les partis du régime de la plus extrême droite à la plus extrême gauche », mais il nuance cette déclaration en ajoutant « tant qu’ils n’ont pas été impliqués dans des actes de rébellion, d’agression ou d’hostilité envers la République et ses représentant légitimes depuis son avènement ». Cette dernière phrase exclut les franquistes, mais aussi les monarchistes et ceux qui avaient soutenu le coup d’Etat de Cassado; Au contraire, les communistes sont inclus. La nomination de Negrín a été soutenue par les socialistes, mais aussi la Gauche républicaine (IR) dirigée par Ruiz-Funes, Casares Quiroga, Manuel Portela Valladares et par Vicente Uribe représentant du PCE. Tous, font allusion aux capacités du candidat et à la nécessité de maintenir la continuité.
D’autres dirigeants comme Augusto Barcia Trelles, Claudio Sánchez-Albornoz et Felipe Sánchez-Román ont recommandé un autre type de gouvernement. D’autres, enfin, prônent une conciliation générique, une position soutenue par les nationalistes. Mais la position décisive a été celle de Prieto exposée par l’intermédiaire d’Amador Fernández Montes (es), qui a déclaré qu’il préférait un républicain de prestige reconnu à un socialiste. En outre, il a ajouté qu’il était prêt à « collaborer avec les républicains qu’ils demandent, avec les limites fixées par les accords de notre parti », ce qui signifiait un veto clair à Negrín.

### Nomination de Giral
Le 21 août, Martínez Barrio charge José Giral de former un gouvernement, avec la suggestion implicite d’inclure des membres de la CNT et du PCE. Ce qui provoque la protestation de Gordón (es), membre de l’Union républicaine (UR). Giral offre à Negrín la vice-présidence et le portefeuille de l’État, mais la proposition est rejetée par l’ancien président et le PSOE. De son côté, le PCE refuse de faire partie d’un gouvernement qui ne serait pas présidé par Negrín. La CNT exige cinq postes gouvernementaux, et Giral eut du mal à les convaincre de se contenter de deux. Cependant, l’acceptation d’entrer au gouvernement signifiait une rupture profonde et longue dans l’unité déjà précaire du syndicat libertaire. C’est les réformateur, majoritaire à l’intérieur de l’appareil syndicale et participant à l’ANFD, qui a accepté de participer à l’exécutif, tandis que le secteur apolitique, majoritaire en exil, a refusé d’y participer et s’est appelé MLE-CNT. Prieto et Tarradellas ont tous deux refusés, de participer au nouvel exécutif. Ces obstacles conduisent Giral à démissionner, mais le président lui renouvelle sa confiance. Giral essaye à plusieurs reprises sans succès de changer l’attitude des communistes. Après un mois de consultations, Giral annonce finalement la composition de son gouvernement:
| Portefeuille                           | Titulaires | Titulaires                                                | Parti    |
| -------------------------------------- | ---------- | --------------------------------------------------------- | -------- |
| Président du Conseil                   |            | José Giral                                                | IR       |
| Ministre d’État                        |            | Fernando de los Ríos                                      | PSOE     |
| Ministre d’État                        |            | José Giral (à partir d'avril 1946)                        | IR       |
| Ministre de la Justice                 |            | Álvaro de Albornoz                                        | IR       |
| Ministre de l'Économie et des Finances |            | Augusto Barcia Trelles                                    | IR       |
| Ministre de la Guerre                  |            | Juan Hernández Saravia                                    | SE       |
| Ministre de l'Industrie et du Commerce |            | Manuel de Irujo                                           | PNV      |
| Ministre de l'Intérieur                |            | Miguel Torres Campañá                                     | UR       |
| Ministre de l'Emigration               |            | Trifón Gómez (es)                                         | UGT      |
| Ministre de l'Instruction publique     |            | Miquel Santaló                                            | ERC      |
| Ministre de l'Agriculture              |            | José Leyva                                                | CNT      |
| Ministre des Travaux publics           |            | Horacio Prieto                                            | IR       |
| Ministre sans porte-feuille            |            | Lluís Nicolau d'Olwer                                     | ACR (es) |
| Ministre sans porte-feuille            |            | Santiago Carrillo (à partir d'avril 1946)                 | PCE      |
| Ministre sans porte-feuille            |            | Alfonso Daniel Rodríguez Castelao (à partir d'avril 1946) | PG       |
| Ministre sans porte-feuille            |            | Rafael Sánchez Guerra (à partir d'avril 1946)             | SE       |

Le nouveau gouvernement se présente devant les Cortès le 7 novembre 1945, de nouveau dans la salle des Cabildos au Palais du District fédéral. Giral expose son programme et déclare que son gouvernement était « le plus large » qui puisse être atteint, exposa son intention de ne pas être un exécutif de parti mais qu’il devait être au service de tous les Espagnols et fit référence à « comment et quand nous retournerons en Espagne ». Pour parvenir au rétablissement de la République, il défend deux procédés : le recours aux instances internationales et, en cas d’échec, l’usage de la violence contre la dictature.

## Les oppositions

### Celle des “Negristas”
Au cours des sessions, qui durent trois jours, les « Negrinistas » ont clairement fait savoir qu’ils s'opposent au gouvernement. Ramón Lamoneda pour le parti socialiste, Fernández Clérigo pour l’IR et Vicente Uribe pour le PCE ont reconnu la légitimité de la nomination de Giral, mais ont déclaré qu’il n’était pas la personne la plus apte à occuper ce poste. Le nouveau président du conseil a répondu en demandant quel reproche personnel on pouvait lui faire et en rappelant que les absents du gouvernement l’étaient de leur propre décision et non de la sienne. Les négrinistes ont ensuite poursuivi une politique d’opposition active, qualifiant le programme gouvernemental d'anodin, consubstantiel et même contradictoire, pour ne pas dire inexistant . Il l’accuse d’avoir manqué des occasions et disqualifie ses membres pour représenter « ces éléments qui n’avaient pas foi en notre peuple..., qui, avec leur pessimisme, ont tourné le dos à la lutte, tout comme après que ceux qui se sont battus ont été trahis, ils considéraient la cause de la République et la cause de l’Espagne comme liquidée ».

### Celle des “Prietistas”

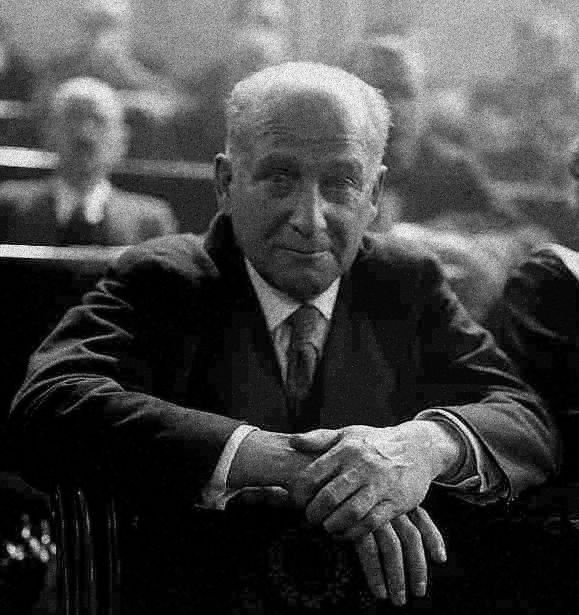
Francisco Largo Caballero en 1936.

Le discours de Prieto était plus doux dans la forme, mais d’une grande profondeur. Il profita d’une question incidente pour exprimer sa réticence bien connue à accepter la légalité exclusivement républicaine comme seul moyen d’obtenir la liberté en Espagne. Depuis 1938, l’homme politique de Bilbao défendait la nécessité de recourir à un référendum, position qu’il avait défendue en 1942 et en 1944. Tout en reconnaissant que la légalité valable était républicaine, il rappela également que la République avait disparu depuis plusieurs années et que les nations victorieuses de la guerre n’étaient pas impatientes de son retour. Le 17 décembre 1945, il présente à nouveau ses thèses devant les Jeunesse socialiste. La position de Prieto trouva un soutien inattendu en la personne de son ancien adversaire, Francisco Largo Caballero. Il lui écrit une lettre le 6 décembre dans laquelle il déclare :

« Je vois que M. Giral est déterminé à construire tout le cadre gouvernemental. Pensez-vous que c’est votre gouvernement qui va recevoir le pouvoir ? S’il en est ainsi, il devra être classé parmi les hommes les plus naïfs du monde. C’est physiquement impossible. »

Largo est allé jusqu’à faire des démarches auprès de Giral et Martínez Barrio pour les convaincre de l’opportunité de suivre la voie référendaire et a publié un article dans le même sens le 29 décembre. La position combinée des deux dirigeants marquera la ligne du PSOE dans les mois suivants.

### Celle de l’intérieur
L’Alliance nationale des forces démocratiques (ANFD) avait émergé comme un organe unitaire de l’opposition républicaine à l’intérieur de l’Espagne et répondait à une dynamique et à une perception de la réalité très différentes de celles des dirigeants en exil. En fait, l’Alliance avait déjà entamé des premiers contacts exploratoires avec l’opposition monarchiste. Giral tenta de rallier l’Alliance à sa cause en nommant au poste de ministre le dirigeant de la CNT, José Leyva, qui avait participé à la création de l’ANFD. Cependant, les relations se sont dégradées au fil du temps. La position de l’ANFD se résumait à l’opinion qu’un temps de réconciliation et non de vengeance » était nécessaire, et que le maintien des institutions républicaines n’était donc pas le plus approprié.

### Celle des monarchistes

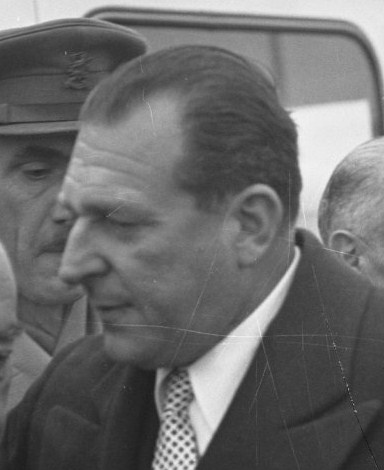
Le Comte de Barcelone en 1959.

Totalement en marge du républicanisme exilé ou de l’intérieur, ce trouve les partisans monarchistes de Don Juan, le prétendant au trône. Ses partisans étaient divisés entre un secteur totalement favorable à la collaboration avec Franco et un autre plus favorable à la démocratie et à la distanciation vis-à-vis du Caudillo. Dans ce deuxième secteur, l’ancien dirigeant de la CEDA, José María Gil Robles, et l’ancien ministre de Franco, Pedro Sainz Rodríguez, se distinguent. En raison du poids accru que ce dernier, le comte de Barcelone publie le 19 mars 1945, le Manifeste de Lausanne (es) où Il préconisait l’établissement d’une monarchie constitutionnelle qui, tout en offrant la tranquillité d’esprit aux vainqueurs de la guerre civile, serait acceptable pour les vainqueurs imminents de la Seconde Guerre mondiale. Bien que le nombre de monarchistes ait été beaucoup plus faible que celui des sympathisants républicains, leur appartenance au camp franquiste et leur implication partielle dans la dictature leur ont donné plus d’opportunités de promouvoir un changement de régime. En septembre 1945, le général Kindelán, principal représentant monarchiste au sein des forces armées, déclara qu’il espérait qu’en six mois il y aurait une restauration pacifique qui permettrait « de rendre aux Espagnols toutes les libertés qui leur manquent aujourd’hui et la pleine jouissance des droits essentiels de la personne humaine ».
Les contacts complexes et parfois conflictuels entre Franco et don Juan à ce dernier de s’installer à Estoril, au Portugal. Son arrivée dans la péninsule ibérique pousse de nombreuses et importantes personnalités venues d’Espagne, à lui adresser ses « salutations ». Les monarchistes se sont regrouper dans une confédération des forces monarchiques qui cherche à rassembler tous les secteurs de cette importance. Cependant, les pourparlers avec Franco ont pris fin brusquement. En février 1946, les contacts du prétendant avec les traditionalistes donnent lieu à un document intitulé « Bases d’Estoril » au ton très conservateur qui déplaît à la gauche. Le général Aranda lui-même, qui a maintenu des contacts avec ces derniers, exprima son malaise. D’une manière générale, les monarchistes perçoivent les républicains comme des rivaux et leur activité visait à gagner du temps contre eux. À l’époque, il était impensable d’une quelconque entente entre les deux secteurs.

### Celle de Franco lui-même

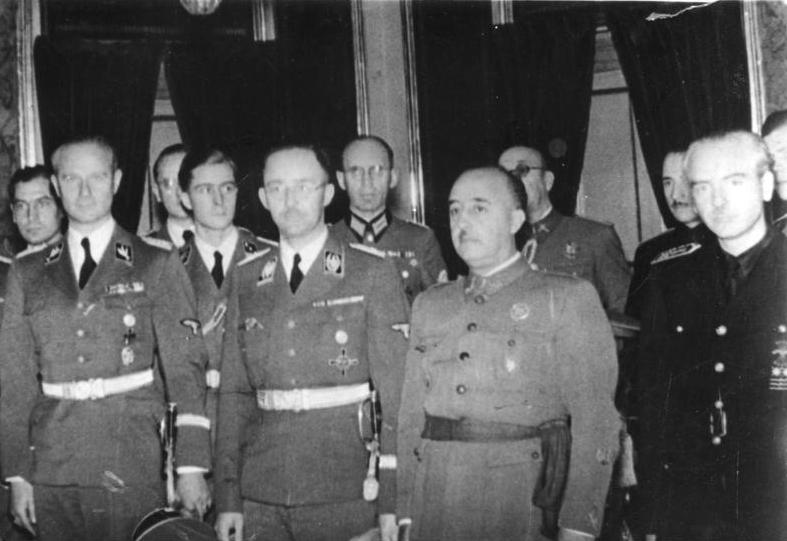
Franco à côté de Heinrich Himmler, lors de la visite de celui-ci en Espagne, en octobre 1940.

En toute logique, l’opposition la plus dure au gouvernement Giral vient du régime franquiste lui-même. L’existence d’un important mouvement de guérilla en Espagne, conduit les militaires à resserrer les rangs autour du généralissime. Du reste, une grande partie de la classe moyenne et de la classe dirigeante semble faire de même car Franco a créé un épais réseau d’intérêts mutuels, tant politique qu'économique. En mars 1945, il tient une longue séance du Conseil supérieur de l’armée au cours de laquelle ses camarades l’assurèrent de leur soutien. Franco est tout de même conscient qu’il se trouve dans une situation délicate mais rien n’indique qu’il puisse quitter le pouvoir. Franco engage de timides réformes pour gommer l’image fasciste de son régime pour celle d’un gouvernement catholique, ultra-conservateur et anticommuniste. Le 17 juillet 1945, il promulgue les Fuero de los Españoles, qui proclame une série de droits, mais limités par la prescription qu’ils ne peuvent menacer l’unité spirituelle, nationale et sociale de l’Espagne. Le lendemain, Franco nomma un nouveau gouvernement composé de personnes en qui il a une confiance absolue et dans lequel le poids de la Phalange était diminué. La principale nouveauté a été l’incorporation d’un membre de l’Association catholique des propagandistes (ACNdP), Alberto Martín-Artajo, au poste de ministre des Affaires étrangères dans le but de renforcer l’aspect catholique de l’exécutif. Martín-Artajo consulte ses amis partageant les mêmes idées que lui avant d’accepter le poste, en leur disant que dans quelques mois, il y aura des changements importants. Il dit à l’ambassadeur américain que Franco devait se rendre compte de la nécessité de sa démission. Cependant, ses changements furent superficiels : un projet de loi sur les associations est enterré aux Cortès ; Le 20 octobre, une amnistie est annoncée pour les crimes commis pendant la guerre civile et quelques jours plus tard, une loi sur le référendum national a été adoptée ainsi que le salut fasciste avec le bras levé a été aboli. Cependant, le match simple n’a pas été éliminé . Des secteurs du régime ont eu des contacts avec un membre du cabinet Giral, José Leyva membre de la CNT, dans le but de renforcer le pluralisme du syndicat vertical. Le dictateur reçu un rapport précisant que José Leyva était prêt à quitter le gouvernement Giral si la CNT se voyait offrir la liberté de faire du prosélytisme. Franco rejeta ces conditions et la répression des anarcho-syndicalistes reprit. Les timides réformes se terminèrent par une nouvelle loi électorale pour les Cortes en mars 1946.
Le régime lança une vaste campagne de propagande étrangère et intérieure. Le jeune Joaquín Ruiz-Giménez parcourt le Royaume-Uni et les États-Unis pour parler aux dirigeants catholiques, le cardinal primat Enrique Plá y Deniel ont collaboré activement avec le gouvernement, Franco lui-même fait de fréquentes visitent officiel dans différentes provinces pour maintenir le contact avec la population et a insisté sur la menace communiste dans la campagne internationale anti-espagnole. Une grande partie de l’opinion publique modérée espagnole a serré les rangs autour de Franco. La guerre civile était encore trop récente . Le message de Franco selon lequel l’indépendance nationale elle-même était en jeu trouva un écho chez de nombreux Espagnols.

## Historique du mandat
Le nouveau gouvernement a été reconnu par plusieurs pays d’Amérique latine – le Mexique, le Guatemala, le Panama et le Venezuela – ainsi que par plusieurs États européens qui était déjà ou bientôt des régimes communistes, comme la Pologne, la Roumanie, la Tchécoslovaquie, la Hongrie et la Yougoslavie. Cependant, il n'obtient pas la reconnaissance des principales puissances ; pas même celle de l’Union soviétique. Ni celle du Royaume-Uni gouverné par le Parti travailliste de Clement Attlee. Dans le cas de la France, il y eut des réticences au sein du gouvernement à la présence de dirigeants républicains espagnols sur son territoire. Quant aux États-Unis, l’administration Truman fait expressément savoir au gouvernement Giral qu’elle n’allait pas les reconnaître parce qu’ils ne représentaient qu’un des deux camps de la guerre civile, et qu’ils manquaient donc de légitimité. Lorsque, le 4 mars 1946, les États-Unis, le Royaume-Uni et la France rédigèrent une note commune sur la situation en Espagne dans laquelle ils indiquent clairement qu’ils n'interviendront pas dans les affaires intérieures espagnol, Giral a constaté qu’ils semblaient s’adresser à l’armée, qu’il considérait précisément comme responsable de la situation de manque de droits qui existait. Enfin, sa défense de l’utilisation de la violence comme moyen de mettre fin à la dictature n’avait pas de crédibilité internationale malgré l’activité plus importante menée par le maquis à cette époque. Quoi qu’il en soit, les puissances occidentales craignaient que si elles agissaient avec force contre Franco, elles puissent déstabiliser son régime et conduire à une nouvelle guerre civile, ce qu’elles ne voulaient pas. L’objectif de Giral était d’obtenir aux Nations Unies que l’exclusion du gouvernement de Franco signifierait la reconnaissance de son propre exécutif.

### Installation à Paris

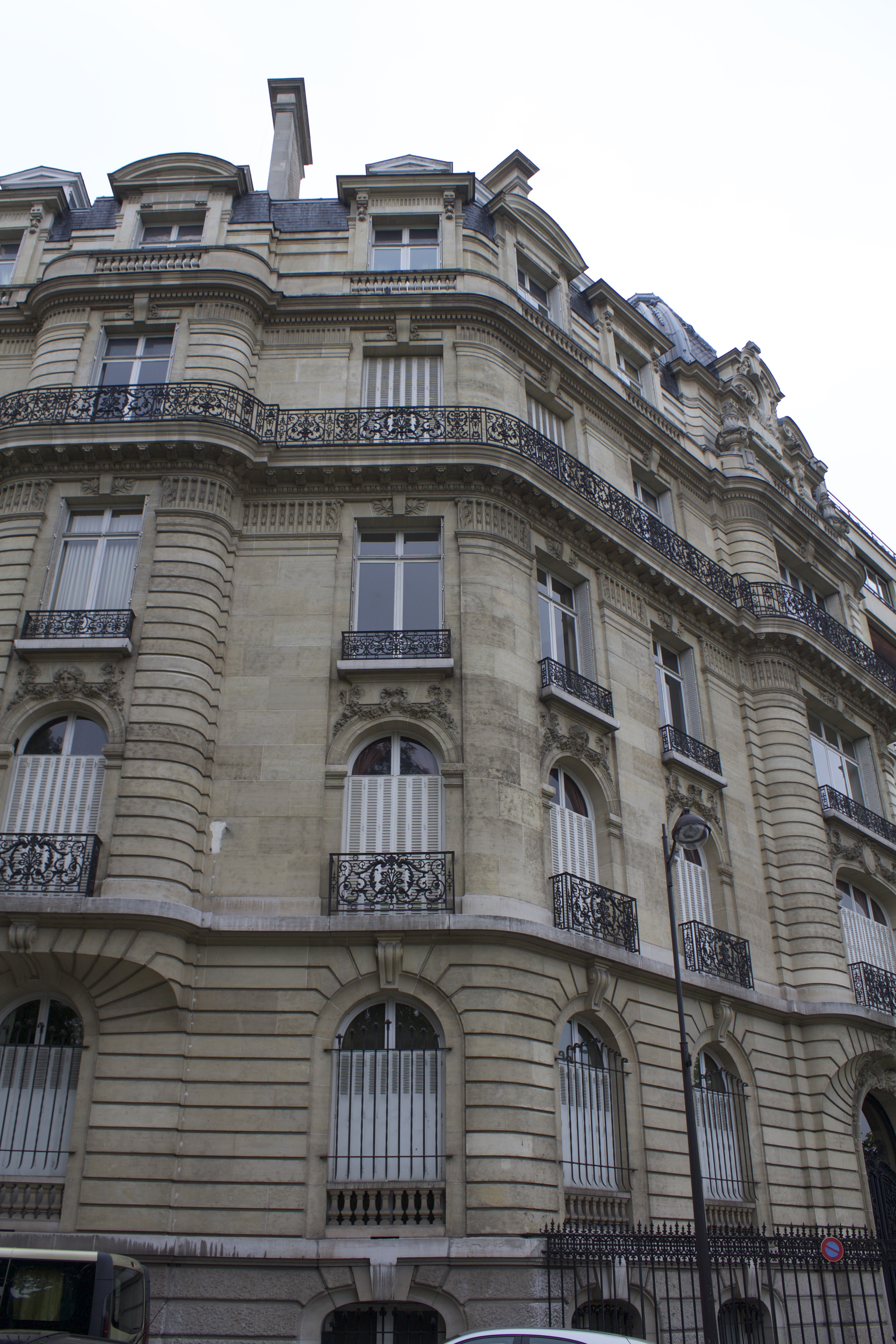
N°35 de l'avenue Foch à Paris, siège officiel de la Présidence et du Gouvernement de la République en exil de février 1946 à juin 1960 (date à laquelle il s'installe boulevard Jean Jaurès, en périphérie parisienne). Le bâtiment a été offert par le gouvernement français et placé sous sa protection.

À la fin de l’année 1945, le gouvernement décida de transférer son siège de Mexico à Paris. La situation internationale semblait favorable et il y avait des perspectives que le gouvernement français reconnaisse bientôt l’exécutif de Giral. Les autorités françaises autorisèrent expressément l'installation du gouvernement dans des bureaux au 35 avenue Foch. En outre, elle fournit plusieurs appartements de la Cité internationale universitaire de Paris comme résidences pour les membres du gouvernement espagnol, ainsi que des subventions et des crédits. Pour certains ministres espagnols, qui avaient traversé des périodes de grandes difficultés pendant la guerre, la nouvelle situation signifiait une nette amélioration de leurs conditions de vie. En décembre, la Commission de la politique étrangère de l’Assemblée nationale a entamé un débat sur la possibilité de reconnaître le gouvernement Giral, et qui préconisa le 17 décembre, la rupture des relations avec Madrid. En Janvier 1946, c'est le député communiste André Marty qui demanda à l'assemblée nationale d’envoyer l’armée française en Espagne pour rétablir le régime républicain. Le 23, le général de Gaulle démissionne et c'est un nouveau gouvernement présidé par le socialiste Félix Gouin, anti-franquiste notoire, exprime son soutien à Giral. Le 1er mars, le gouvernement français ferme la frontière avec l’Espagne à la suite de l’exécution de Cristino García, militants communiste et maquisard anti-franquiste, qui avait auparavant combattu dans la Résistance française en participant notamment à la libération de l'Ardèche et du Gard.

### Elargissement du gouvernement
Le 5 décembre 1945, le PCE décide de retirer son soutien à Negrín et de négocier directement avec Giral.D’autre part, il essaye d’empêcher les nationalistes de poursuivre leur tendance centrifuge en promouvant l’étude du statut galicien par les Cortes.De plus, le 19 février 1946, les communistes adresse un « Manifeste aux Espagnols » cosigner par les présidents basque et catalan – Aguirre et Irla – dans lequel ils expriment leur désir de former un front républicain commun et rejette toute transition possible convenue avec les monarchistes. En conséquence, en avril 1946, le Galicien Castelao et le communiste Santiago Carrillo rejoignent le gouvernement en tant que ministres sans portefeuille. Pour des raisons de santé, Fernando de los Ríos doit être remplacé par Enrique de Francisco, également socialiste. En mai, Giral élargit encore la base de son gouvernement en incorporant le catholique conservateur Rafael Sánchez Guerra, qui avait été secrétaire d’Alcalá-Zamora. Ce faisant, l’exécutif réussi à intégrer des tendances politiques très diverses.

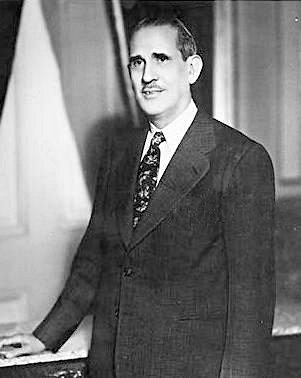
Le Président de Cuba, Ramón Grau, tente une médiation rejetée par Giral

### Initiative cubaine
Le président cubain Ramón Grau San Martín veux mettre en branle une médiation qui ressemble au projet de Prieto. Il proposa le remplacement du général Franco par un autre dirigeant qui n’avait pas été impliqué dans la persécution des républicains, la dissolution de la Phalange, la proclamation d’une amnistie, l’établissement d’un régime de libertés et une consultation populaire tenue avec des garanties et sous la supervision des pays d’Amérique latine. Grau avait l’intention de présenter sa proposition aux Nations Unies, mais l’idée souffrait d’un manque de précision sur le point important : qui dirigera l’exécutif de transition. Le gouvernement Giral refuse de prendre en considération le projet, qui n’avait aucune application.

### Le maquis

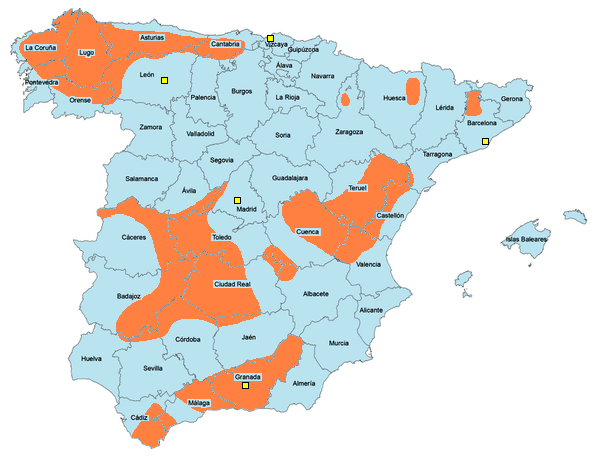
Carte d'Espagne montrant en orange les aires d'activité les plus importantes des maquis espagnols.

L’existence d’un maquis anti-franquiste opérant à l’intérieur de l’Espagne est une question épineuse pour le gouvernement Giral. La période entre 1945 et 1947 a été une période de grande activité de guérilla – même avec l’existence de guérillas urbaines dans plusieurs villes – bien qu’avec peu d’efficacité qui a empêché le maquis d’obtenir le soutien ou la reconnaissance d’un quelconque État. Malgré le fait que les républicains au sens strict et les nationalistes étaient contre la voie armée, le PCE et la CNT l’ont promue avec détermination. Dans une moindre mesure, le PSOE et le Parti ouvrier d'unification marxiste (POUM) l’ont également soutenu. À l’exception de ces dernières, les autres organisations étaient présentes au sein du gouvernement en exil. Bien que ce dernier, par l’intermédiaire du ministre de la Guerre Hernández Saravia, ait choisi de préparer l’organisation d’une armée professionnelle et ne considère pas le maquis comme une priorité, la vérité est qu’il lui apporte son soutien. Bien que l’objectif principal soit de parvenir à la chute de la dictature et à la restauration de la République, et que le soutien aux actions violentes en Espagne puisse compromettre le soutien diplomatique d’autres États, le soutien à la guérilla avait une composante morale. De l’aide fut accordée à la résistance et des tentatives furent faites pour créer un commandement unique à la fois pour les groupes déjà à l’intérieur et pour ceux qui tentaient d’entrer depuis la France.

### Le conseil de sécurité

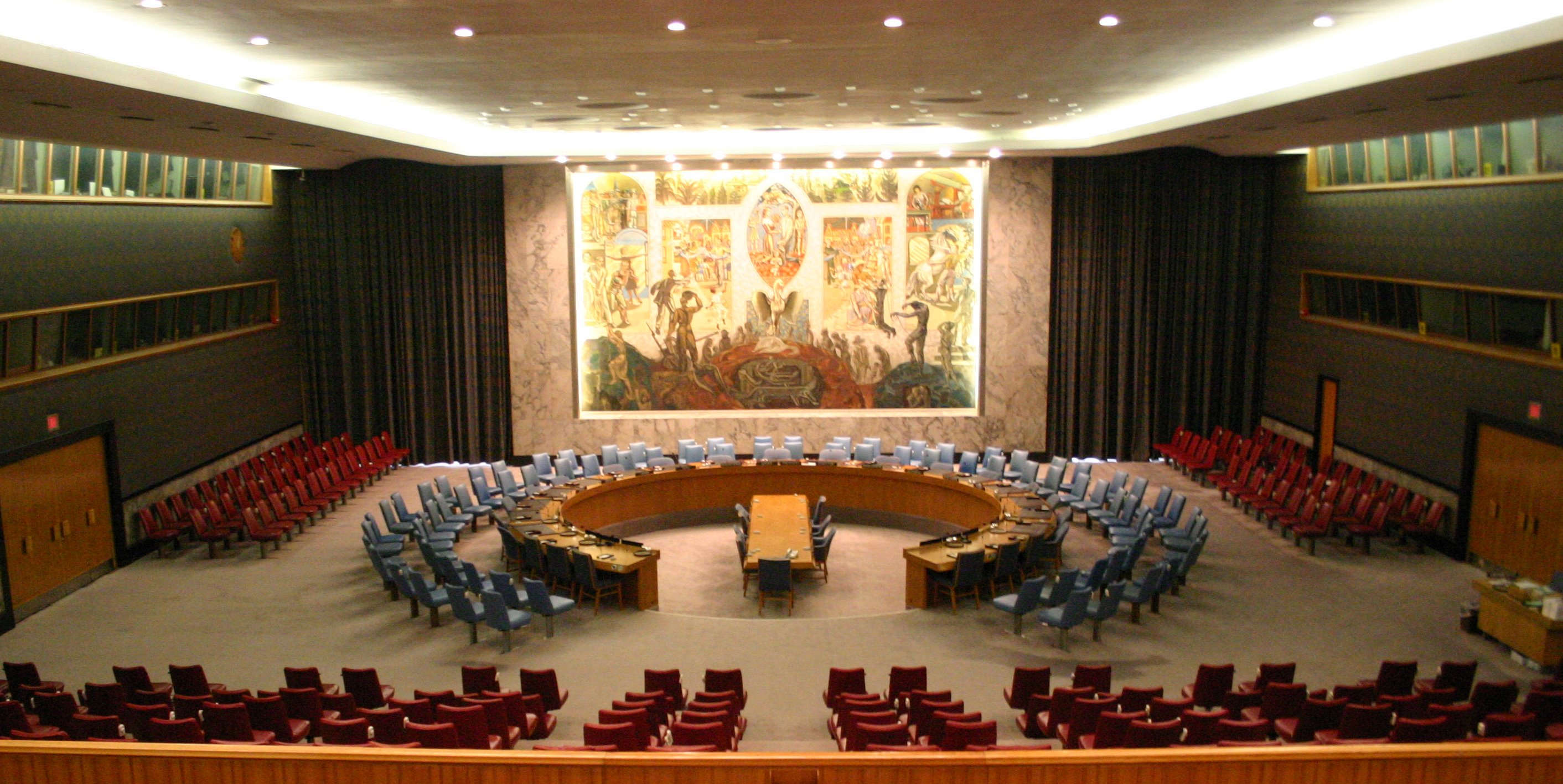
Le Conseil de sécurité des ONU à échouer a faire adopter une résolution contre Franco.

Le Conseil de sécurité de l’ONU débat de la question espagnole en avril 1946 sur proposition de la Pologne. Après de longues discussions, le 29 et sur proposition de l’Australie, il a été convenu de créer une sous-commission d’enquête composée de cinq membres qui rendrait un rapport avant la fin du mois de mai. Le Gouvernement du Giral a présenté un rapport détaillé et son point de vue oralement au cours de deux séances qui ont duré cinq heures et demie. Son argument s’est concentré sur le fait que le régime franquiste représentait un danger pour la paix mondiale. Giral a même répété les déclarations précédentes du représentant polonais selon lesquelles l’Espagne menait des expériences atomiques. Il a également déclaré que des agents de la Gestapo agissaient en Espagne en contact avec une armée secrète allemande. Il a déclaré que Franco menaçait la France et que le budget de la défense était disproportionné. Giral a fait valoir que le problème espagnol était également international parce que la dictature franquiste était la fille de la « période suicidaire » au cours de laquelle les puissances occidentales avaient voulu satisfaire Hitler en faisant des concessions. Il a appelé « les Nations Unies à convenir et à appliquer les mesures pratiques qui permettent au peuple espagnol de disposer librement de son destin ». Il a conclu en déclarant que l’ONU pourrait éviter une nouvelle guerre civile avec ses décisions. À aucun moment le gouvernement franquiste n’a été invité à s’exprimer. De son côté, Giral intervenait en tant que particulier, et non en tant que représentant d’un gouvernement. Sa répétition des exagérations polonaises a été critiquée par Prieto et Sánchez Guerra, et ne lui a pas profité aux yeux des puissances occidentales. D’autres mémorandums accusent le régime franquiste, bien que ceux du Royaume-Uni et des États-Unis affirment qu’il ne constitue pas une menace pour la sécurité internationale. Les États-Unis ont maintenu qu’il n’y avait aucune indication de la prétendue présence militaire allemande en Espagne, ajoutant que l’armée espagnole ne pouvait pas constituer une menace en raison de sa faiblesse. Le Royaume-Uni a affirmé qu’il était faux qu’un spécialiste allemand de l’eau lourde travaillait dans une usine à Ocaña, que l’équipement militaire espagnol était très médiocre, qu’aucune activité de la Gestapo n’avait été détectée et que les entreprises allemandes ne fournissaient que du matériel civil. Il reproche bien au régime franquiste de ne pas avoir accordé l’extradition de certains Allemands accusés d’être nazis À cette époque, les attentes à l’égard du gouvernement Giral étaient plus élevées que jamais. Le 1er juin, le sous-comité a finalisé son rapport. Il considérait le régime franquiste comme un danger potentiel pour la paixet a recommandé la rupture des relations diplomatiques. Le 24 juin, le Conseil de sécurité a traité de la question pendant six heures, mettant en évidence les différences entre les anciens alliés dans la guerre. Pour les questions relatives aux pouvoirs du Conseil, l’Union soviétique a mis son veto aux propositions des pays anglo-saxons à quatre reprises.71Leur vote contre a annulé le vote en faveur de la proposition de résolution de neuf autres États.67Le résultat fut totalement gâché et déceva les exilés espagnols. Fernando de los Ríos considérait que l’URSS et la Pologne avaient utilisé la question espagnole comme une carte politique pour affronter leurs ennemis ; le représentant français au Conseil a déclaré « il me semble que ceux qui se battent pour la liberté de l’Espagne ont moins de raisons de se féliciter que ceux de Franco et de ses alliés » et Hernández Saravia lui-même considérait que l’URSS était aussi responsable de l’échec de l’utilisation du veto que le Royaume-Uni. Giral est rentré au Mexique très irrité par le résultat.

### Les relations avec l’ANFD
En mars 1946, Giral s’était adressé à l’ANFD pour lui demander de consulter son gouvernement avant de contacter des personnes ou des organisations « non républicaines ». Il suggère également de maintenir un représentant du gouvernement au sein de l’Alliance et vice versa. Cependant, les divergences d’appréciation entre les deux organes se sont accrues. Devant l’attitude froide de l’ANFD, qui commence à étudier un rapprochement avec l’opposition monarchiste, Giral l’interroge ouvertement en juillet sur la possibilité de former un gouvernement intermédiaire entre celui de Franco et le sien. L’Alliance a répondu qu’elle considérait cette option de manière positive et que même les libertariens étaient prêts à y participer. L’ANFD était même favorable à ce que les monarchistes soient majoritaires dans un éventuel gouvernement après la restauration, afin de satisfaire le Royaume-Uni Face à la situation confuse et à la proximité d’une nouvelle réunion de l’ONU, Giral a publié le 10 août une déclaration officielle forte défendant la légitimité de son gouvernement. Il affirmait que « le problème espagnol doit être résolu avec la disparition du régime franquiste, l’interdiction de la Phalange et la restauration immédiate de la République », et rejetait les situations « transitoires » ou « intermédiaires ». La seule consultation que le cabinet a acceptée a été la tenue d’élections convoquées par le gouvernement légitime ; celui présidé par Giral. La question divise le cabinet, les ministres républicain et communiste soutenant le président, ceux de la CNT et de Sánchez Guerra s’abstenant et les socialistes votant contre.

### L’assemblée général
Après l’échec du Conseil, la question espagnole devait être débattue par l’Assemblée générale des Nations unies. Alors que l’Union soviétique reportait sa célébration, le gouvernement a mené une campagne de propagande en envoyant des cartes au secrétaire général Trygve Lie. La division s’est à nouveau manifestée dans le fait que le PSOE n’a pas collaboré à l’expédition et a préféré contacter d’autres partis socialistes. Enfin, le 12 décembre 1946, l’Assemblée approuve à une large majorité la résolution 39 (I) dans laquelle elle lie l’origine du régime franquiste à l’aide des puissances fascistes, à qui elle avait rendu l’aide pendant la Seconde Guerre mondiale. Par conséquent, il recommanda l’exclusion de l’Espagne des organisations internationales et la rupture immédiate des relations diplomatiques. Il a également souligné la possibilité que le Conseil puisse prendre des mesures supplémentaires si la liberté n’était pas rétablie en Espagne dans un délai raisonnable. Cependant, la résolution parlait de la mise en place d’un « nouveau gouvernement acceptable ». Implicitement, la décision de ne pas reconnaître le gouvernement Giral comme gouvernement légitime de l’Espagne a été confirmée.
La réunion de l’Assemblée avait été précédée d’une gigantesque manifestation de soutien au Caudillo sur la Plaza de Oriente. La résolution signifiait le retrait de l’ambassadeur britannique à Madrid, le dernier représentant diplomatique restant dans la capitale espagnole.

## Chute du gouvernement
Le résultat des délibérations de l’ONU provoque de la chute du gouvernement en exil. La position d’Indalecio Prieto – qui a été rejoint en janvier par Trifón Gómez (es)en ce qui concerne le gouvernement Giral, s’est radicalisé peu à peu. Avant même la réunion de l’Assemblée générale, il avait critiqué la « prolifération bureaucratique » menée par le Cabinet. Le 17 décembre, il prononce un discours violent à Mexico où il affirme que le gouvernement n’a aucune chance de s’établir en Espagne et qu’il n'a qu'un obstacle : la « perte de vitalité » des institutions républicaines. Le 27 décembre, le cabinet se réunit et Giral déclare qu’il est « heureux, mais pas satisfait » de la résolution de l’Assemblée. Il estime qu’il est nécessaire de continuer à recueillir des soutiens et a de nouveau rejeté la « solution intermédiaire ». En échange, il est prêt à accepter une représentation monarchique au sein du gouvernement, bien qu’il avouât que ce serait très violent pour lui. Par rapport à l’attitude de Prieto, il condamne le fait que certains partis prétendent soutenir le gouvernement alors que ses dirigeants le harcèlent.
Les 14 et 15 janvier 1947, une réunion conjointe de l’exécutif du PSOE, de l’UGT et d’une représentation de l’intérieur se tient à Toulouse. Auparavant, les anciens ministres du parti, le groupe parlementaire et l’exécutif clandestin de l’Intérieur avaient été consultés. En dix points, ils exposèrent la position des socialistes, en faveur de la création d’un nouveau gouvernement plus petit out en recentrant son action en Espagne en contactant d’autres forces d’opposition. Le 21 janvier, le gouvernement se réuni à nouveau. Les deux ministres socialistes présentent leur démission, rejoint par leurs collègues de la CNT. Sánchez Guerra avait déjà démissionné auparavantGiral présenta sa démission le 26. Le gouvernement cessa ses activités et des consultations sont ouvertes en vue d’en former un nouveau. Après une tentative de Martínez Barrio de confier la formation d’un nouveau gouvernement au républicain Augusto Barcia Trelles, le refus du PSOE, du PNV et de l’ERC l’obligea à offrir le poste au leader socialistes Rodolfo Llopis. Le changement de gouvernement a signifié l’abandon de la thèse de continuité avec les institutions déchues en 1939 pour tenter de construire une large coalition anti-franquiste.